# سلام خانم‌ها
سلام خانم ها (به انگلیسی: Hello Ladies) یک سریال آمریکایی طنز و کمدی است.

## داستان
داستان در مورد یک احمق انگلیسی هست که به لس آنجلس می‌آید تا زن رویاهای خود را پیدا کند.